# عملگر (فیزیک)
یک عملگر (به انگلیسی: Operator)) در فیزیک تابعی است که بر فضای حالت‌های فیزیکی عمل می‌کند. در نتیجهٔ عمل یک عملگر بر یک حالت فیزیکی، حالت فیزیکی دیگری همراه با مقداری اطلاعات دیگر بدست میدهد.
ساده‌ترین مثال استفاده از عملگرها مطالعهٔ تقارن است. از این رو عملگرها ابزارهای توانمندی در مکانیک کلاسیک هستند. در فیزیک کوانتومی عملگرها جزء ذاتی تشکیل دهندهٔ این نظریه هستند.

## عملگرها در فیزیک کلاسیک
در فیزیک کلاسیک حرکت یک ذره یا مجموعه‌ای از ذرات به‌طور کامل توسط لاگرانژین {\displaystyle L(q,{\dot {q}},t)} یا به‌طور معادل هامیلتونین {\displaystyle H(q,p,t)} تعیین می‌شود که تابعی‌ست از مختصات تعمیم‌یافته q، سرعت تعمیم‌یافته {\displaystyle {\dot {q}}=\mathrm {d} q/\mathrm {d} t} و تکانه مزدوج آن:
{\displaystyle p={\frac {\partial L}{\partial {\dot {q}}}}}
اگر هر یک از L یا H مستقل از مختصات تعمیم یافته q باشند، یعنی H و L با تغییر q تغییر نکنند، که خود بدین معنی‌ست که دینامیک ذره با تغییر q ثابت است، تکانهٔ مزدوج این مختصات پایسته خواهد بود.
به‌طور دقیق‌تر وقتی H تحت اثر گروه مشخصی از تبدیلات G بی‌تغییر بماند:
{\displaystyle S\in G,H(S(q,p))=H(q,p)}
المان‌های G عملگرهای فیزیکی هستند که حالت‌های فیزیکی را به یکدیگر تبدیل می‌کنند.

### جدول عملگرهای مکانیک کلاسیک
| تبدیل                  | عملگر                                          | مکان                                                                               | تکانه                                                                              |
| ---------------------- | ---------------------------------------------- | ---------------------------------------------------------------------------------- | ---------------------------------------------------------------------------------- |
| Translational symmetry | {\displaystyle X(\mathbf {a} )}                | {\displaystyle \mathbf {r} \rightarrow \mathbf {r} +\mathbf {a} }                  | {\displaystyle \mathbf {p} \rightarrow \mathbf {p} }                               |
| تکامل زمانی            | {\displaystyle U(t_{0})}                       | {\displaystyle \mathbf {r} (t)\rightarrow \mathbf {r} (t+t_{0})}                   | {\displaystyle \mathbf {p} (t)\rightarrow \mathbf {p} (t+t_{0})}                   |
| Rotational invariance  | {\displaystyle R(\mathbf {\hat {n}} ,\theta )} | {\displaystyle \mathbf {r} \rightarrow R(\mathbf {\hat {n}} ,\theta )\mathbf {r} } | {\displaystyle \mathbf {p} \rightarrow R(\mathbf {\hat {n}} ,\theta )\mathbf {p} } |
| ترادیسی‌های گالیله      | {\displaystyle G(\mathbf {v} )}                | {\displaystyle \mathbf {r} \rightarrow \mathbf {r} +\mathbf {v} t}                 | {\displaystyle \mathbf {p} \rightarrow \mathbf {p} +m\mathbf {v} }                 |
| پاریته                 | {\displaystyle P}                              | {\displaystyle \mathbf {r} \rightarrow -\mathbf {r} }                              | {\displaystyle \mathbf {p} \rightarrow -\mathbf {p} }                              |
| T-symmetry             | {\displaystyle T}                              | {\displaystyle \mathbf {r} \rightarrow \mathbf {r} (-t)}                           | {\displaystyle \mathbf {p} \rightarrow -\mathbf {p} (-t)}                          |
که در آن {\displaystyle R({\hat {\boldsymbol {n}}},\theta )} ماتریس دوران حول محوری تعریف شده با بردار واحد {\displaystyle {\hat {\boldsymbol {n}}}} و زاویهٔ θ است.